# Колібрі-барвограй чорний
Колі́брі-барвограй чорний (Metallura phoebe) — вид серпокрильцеподібних птахів родини колібрієвих (Trochilidae). Ендемік Перу.

## Опис
Довжина птаха становить 11,5—12,5 см, вага 6 г. Самці мають переважно чорне забарвлення з пурпуровим або рожевувато-сірим відблиском. Хвіст відносно довгий, дещо роздвоєний, мідно-червоний, блискучий. За очима білі плями, на горлі райдужна бірюзово-зелена пляма. Дзьоб середньої довжини, прямий, чорний, довжиною 15—17 мм. Самиці мають переважно темно-сіре забарвлення, пляма на горлі у них менша. Забарвлення молодих птахів є подібним до забарвлення самиць, однак райдужна пляма на горлі у них відсутня.

## Поширення і екологія
Чорні колібрі-барвограї мешкають на західних схилах Перуанських Анд (від південної Кундінамарки до чилійського кордону), а також місцями в міжандських долинах. Вони живуть у сухих гірських лісах і високогірних чагарникових заростях пуї і Polylepis, в каньйонах, на висоті від 1500 до 4500 м над рівнем моря, переважно на висоті понад 2700 м над рівнем моря. Живляться нектаром квітів, а також дрібними комахами. Самці захищають кормові території. Сезон розмноження триває з липня по серпень. Гніздо чашоподібне, робиться з моху, встелюється пір'ям, в кладці 2 яйця.